# Elmo Nüganen
Elmo Nüganen (Jõhvi, Estonia, 15 de febrero de 1962) es un director de teatro, director de cine y actor estonio. Es el director artístico del Teatro Municipal de Tallin desde 1992.
Se graduó en la Academia de Música y Teatro de Estonia en 1988, y fue profesor en dicha academia entre 1998 y 2002, y luego entre 2008 y 2012. Dirigió las películas bélicas Names in Marble (2002) y 1944 (2015). Names in Marble fue vista por más de 168 000 personas en Estonia y fue seleccionada para el Festival de Cine de Taormina en 2003, mientras que 1944 tuvo la mayor audiencia en la semana de estreno en la historia del cine estonio y fue la película enviada por Estonia a los Premios Óscar.
Nüganen ha recibido múltiples premios por su trabajo teatral, entre ellos el Premio Anual de Teatro de Estonia al Mejor Director en 1992, 1995, 2000, 2007 y 2010, así como el Premio Nacional de Cultura de Estonia en 1996, 1999 y 2009.

## Vida privada
Nüganen es de ascendencia ingrio-finlandesa y está casado con la actriz Anne Reemann. Tienen tres hijas, Saara, Maria-Netti y Sonja.

## Filmografía
| Año  | Título                                              | Ref.   |
| ---- | --------------------------------------------------- | ------ |
| 2002 | Names in Marble                                     | [ 7 ]  |
| 2006 | Mindless                                            | [ 8 ]  |
| 2015 | 1944                                                | [ 9 ]  |
| 2022 | Melchior the Apothecary                             | [ 10 ] |
| 2022 | Melchior the Apothecary: The Ghost                  | [ 11 ] |
| 2022 | Melchior the Apothecary: The Executioner's Daughter | [ 12 ] |